# BSG Motor Reichenbach
Die BSG Motor Reichenbach war eine Betriebssportgemeinschaft in der westsächsischen Stadt Reichenbach im Vogtland.
Motor Reichenbach war die Betriebssportgemeinschaft des Reichenbacher Naben- und Kupplungswerk VEB Renak. Zeitweise trug die BSG auch den Namen Motor Renak Reichenbach. Die BSG wurde über die Grenzen des ehemaligen DDR-Bezirks Karl-Marx-Stadt hinaus bekannt, als sich ihre Fußballmannschaft 1954 für den DDR-weiten FDGB-Fußballpokalwettbewerb qualifizierte. 
Zu diesem Zeitpunkt hatte die Fußballmannschaft der BSG Motor noch nicht einmal Bezirksliganiveau (3. Spielklasse) erreicht. Erst 1959 gelang der Aufstieg in die Bezirksliga, die zu diesem Zeitpunkt allerdings nur 4. Liga war. In der ersten Bezirksligasaison 1960 wurde Motor 7. 1961/62 wurde die Fußballsaison auf den Herbst-Frühjahr-Rhythmus umgestellt, und es mussten 39 Punktspiele absolviert werden. Motor Reichenbach schloss die Spielzeit mit einem 12. Platz ab, gleichbedeutend mit dem Wiederabstieg in die Bezirksklasse. Zur gleichen Zeit wurde die BSG Motor von der BSG Einheit Reichenbach überholt, die 1962 in die drittklassige II. DDR-Liga aufstieg und auch später als SG Blau-Weiß den Ton im Reichenbacher Fußball angab. Nach dem Abstieg von 1962 kehrte Motor Reichenbach nie wieder in die Bezirksliga zurück. Als 1990 infolge der durch die politische Wende von 1989 bedingten wirtschaftlichen Veränderungen das Renak-Werk die Unterstützung für die BSG Motor einstellte, wurde die Betriebssportgemeinschaft aufgelöst. 
Der größte Erfolg der Motor-Fußballmannschaft war die Teilnahme am FDGB-Fußballpokalwettbewerb 1954/55. Am 8. August 1954 hatten die Reichenbacher Heimrecht gegen den Zweitligisten Motor Altenburg. Trotz des Klassenunterschiedes trotzte die BSG Motor dem Favoriten eine Verlängerung und schließlich ein 2:2-Unentschieden ab. Auch im Wiederholungsspiel in Altenburg am 15. August hielt Reichenbach das Spiel offen und unterlag nur knapp mit 0:1.